# Перебновичи
Пере́бновичи (бел. Пярэ́бнавічы) — деревня в Сморгонском районе Гродненской области Белоруссии.
Входит в состав Залесского сельсовета.
Расположена на правом берегу реки Бяла. Расстояние до районного центра Сморгонь по автодороге — около 5,5 км, до центра сельсовета агрогородка Залесье по прямой — 6 км. Ближайшие населённые пункты — Байбы, Сукневичи, Шутовичи. Площадь занимаемой территории составляет 0,5376 км², протяжённость границ 8930 м.

## История
Деревня отмечена на карте 1850 года под названием Перебрененовиче в составе Сморгонской волости Ошмянского уезда Виленской губернии. В 1866 году Перебновичи насчитывали 13 дымов (дворов) и 131 жителя, из них 101 православного и 30 католиков. Входили в состав имения Сморгонь.
После Советско-польской войны, завершившейся Рижским договором, в 1921 году Западная Белоруссия отошла к Польской Республике и деревня была включена в состав новообразованной сельской гмины Сморгонь Ошмянского повета Виленского воеводства.
В 1938 году Перебновичи насчитывали 38 дымов и 200 душ.
В 1939 году, согласно секретному протоколу, заключённому между СССР и Германией, Западная Белоруссия оказалась в сфере интересов советского государства и её территорию заняли войска Красной армии. Деревня вошла в состав новообразованного Сморгонского района Вилейской области БССР. После реорганизации административного-территориального деления БССР деревня была включена в состав новой Молодечненской области в 1944 году. В 1960 году, ввиду новой организации административно-территориального деления и упразднения Молодечненской области, Перебновичи вошли в состав Гродненской области.

## Население
| 1865 | 1938  | 1999  | 2009  | 2019 |
| ---- | ----- | ----- | ----- | ---- |
| 131  | ↗ 200 | ↘ 128 | ↘ 119 | ↘ 89 |

## Транспорт
Через деревню проходит автодорога местного значения Н6132 Сморгонь — Шутовичи — Сивица. С райцентром связана регулярным автобусным сообщением — ходят рейсовые автобусы Сморгонь — Довбучки и Сморгонь — Молодечно (через Сивицу) — остановка в деревне Шутовичи.